# Jorris Romil
Jorris Romil, né le 27 décembre 1994 à Creil, est un footballeur français. Il évolue au poste d'attaquant au Trélissac APFC depuis 2022. Il représente l'équipe nationale de football de Guadeloupe à l'international.

## Biographie

### En club
Jorris Romil est formé à partir de ses quatorze ans au Stade de Reims. En 2014, il quitte le club champenois à cause d'un désaccord avec le club. Il rejoint alors la JA Drancy qui évolue en 4e division, où il ne s'y impose pas avec seulement six matchs joués. La saison suivante, il signe au Sablé FC, qui joue à l'échelon inférieur. Il réalise une saison pleine, avec 12 buts marqués en 26 matchs.
Ses performances attirent le regard des Girondins de Bordeaux, qu'il rejoint en 2016. Il joue toute la saison avec l'équipe réserve. Le 26 octobre, il joue son unique match avec les professionnels, lors des 16e de finale de la Coupe de la Ligue, face à Châteauroux. Remplaçant, il entre en jeu à la 81e minute. Quatre jours plus tard, il est dans le groupe pour affronter l'Olympique de Marseille en Ligue 1, mais il reste sur le banc.
Lors de l'été 2017, il s'engage avec le Valenciennes FC en Ligue 2. Il fait ses débuts sous le maillot nordiste le 28 juillet 2017, lors de la première journée de championnat face au Gazélec Ajaccio. Le 8 août, il est titulaire pour la première fois lors du premier tour de la Coupe de la Ligue. À cette occasion, il inscrit son premier but avec le VAFC. Remplaçant et en manque de temps de jeu, il est prêté en janvier 2018 aux Les Herbiers VF en National. Il joue avec cette équipe huit matchs, sans marquer le moindre but, mais atteint à la surprise générale la finale de la Coupe de France.
La saison suivante, il retourne à Valenciennes. Il inscrit son premier doublé lors du 8e tour de la Coupe de France contre Thaon. Le 15 janvier 2019, il marque son premier but en championnat, sur la pelouse du Havre AC (défaite 4-3). Il marque par la suite le 8 Février 2019 sur la pelouse du Stade Gabriel Montpied contre le Clermont Foot (victoire 1-0) pour les nordistes.
Le 31 janvier 2020, il est libéré de son contrat. Il s'engage avec l'USL Dunkerque en national.
En 2022, il s'est engagé avec le club périgourdin du Trélissac APFC qui évolue en National 2. 

### En sélection nationale
Le 23 mars 2019, il fait ses débuts avec la sélection de la Guadeloupe, dans le cadre des Éliminatoires de la Gold Cup 2019. Il est titulaire contre la Martinique (défaite 0-1).

## Statistiques
| Saison                | Club                   | Championnat           | Championnat | Championnat | Coupe nationale | Coupe nationale | Coupe de la Ligue | Coupe de la Ligue | Total | Total |
| Saison                | Club                   | Division              | M.          | B.          | M.              | B.              | M.                | B.                | M.    | B.    |
| 2016-2017             | Girondins de Bordeaux  | Ligue 1               | -           | -           | -               | -               | 1                 | 0                 | 1     | 0     |
| Sous-total            | Sous-total             | Sous-total            | -           | -           | -               | -               | 1                 | 0                 | 1     | 0     |
| 2017-2018             | Valenciennes FC        | Ligue 2               | 7           | 0           | 1               | 0               | 2                 | 1                 | 10    | 1     |
| 2018-2019             | Valenciennes FC        | Ligue 2               | 24          | 3           | 3               | 2               | 1                 | 0                 | 28    | 5     |
| 2019-2020             | Valenciennes FC        | Ligue 2               | 12          | 1           | 2               | 0               | 1                 | 0                 | 15    | 1     |
| Sous-total            | Sous-total             | Sous-total            | 43          | 4           | 6               | 2               | 4                 | 1                 | 53    | 7     |
| 2017-2018             | Les Herbiers VF (prêt) | National              | 8           | 0           | 2               | 0               | -                 | -                 | 10    | 0     |
| Total sur la carrière | Total sur la carrière  | Total sur la carrière | 51          | 4           | 8               | 2               | 5                 | 1                 | 64    | 7     |